# Ménetreuil
Ménetreuil ist eine französische Gemeinde im Département Saône-et-Loire in der Region Bourgogne-Franche-Comté. Sie gehört zum Arrondissement Louhans und zum Kanton Cuiseaux. Die Gemeinde hat 410 Einwohner (Stand 1. Januar 2022), die Ménetreuillais, resp. Ménetreuillaises, genannt werden.

## Geografie

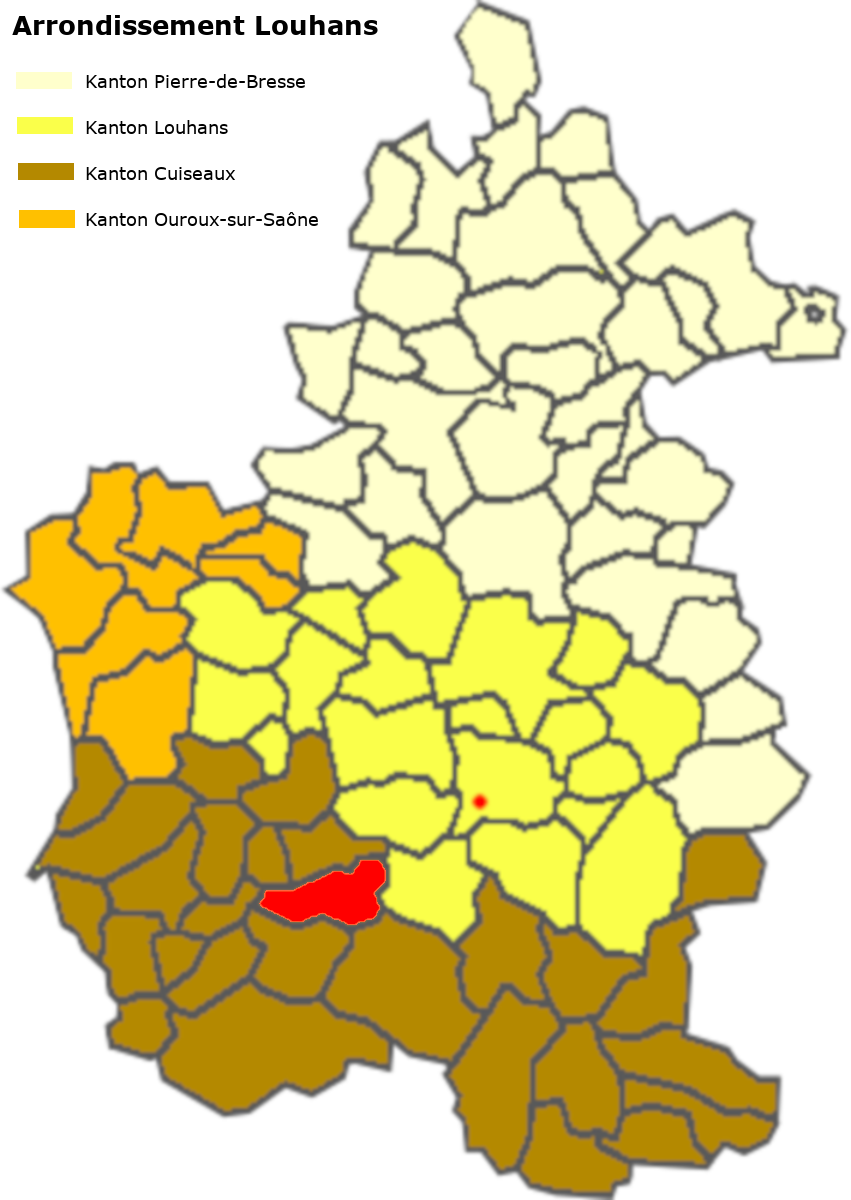
Lage der Gemeinde im Arrondissement Louhans

Ménetreuil liegt in der Landschaft Bresse, im Süden des Arrondissement Louhans, 10 Kilometer südwestlich von Louhans. Die nordöstliche Gemeindegrenze folgt den Windungen der Sane-Morte, die auf diesem Abschnitt etliche Biefs aufnimmt, künstliche Wasserläufe, die der Bewirtschaftung der Étangs dienen, insbesondere den Ruisseau de Corgeat aus dem Gebiet von Montpont-en-Bresse. Von Süden fließt die Sane-Vive, bildet einen Teil der südlichen Gemeindegrenze und vereinigt sich bei der Moulin de Montjay mit der Sane-Morte; gemeinsam bilden sie als Sane einen Teil der südwestlichen Gemeindegrenze. Ménetreuil liegt an der Departementsstraße D475 (Rancy – D12 in La Chapelle-Naude). Weitere wichtige Straßen finden sich nicht im Gemeindegebiet, das schwach bewaldet ist und von den Wasserläufen geprägt wird. Zur Gemeinde gehören die folgenden Weiler und Fluren: les Bagneux, le Bois, les Bordes, les Bruyères, la Buclière, la Buissonée, les Cadolles, le Champ-Chapeau, la Comté, la Cour-Basse, les Cours-Barbier, Court-Chêne, Le Devu, la Francillière, les Grandes-Terres, Granges-d’en-Haut, la Grange-Meunier, Guichard, Hautefoy, la Maraude, Montagny, Montjay, le Perret, les Perrières, le Petit-Perret, la Planche, Rambeau, les Renaules, la Rippe-Bouquet, la Templière, la Vallée, Varamagnien, la Vavre, le Vernois, .

### Klima
Das Klima in Ménetreuil ist warm und gemäßigt. Es gibt das ganze Jahr über deutliche Niederschläge, selbst der trockenste Monat weist noch hohe Niederschlagsmengen auf. Die Klassifikation des Klimas nach Köppen und Geiger ist Cfb ((Gemäßigtes) Ozeanklima). Die Temperatur liegt im Jahresdurchschnitt bei 12,1 °C. Der wärmste Monat ist der Juli mit einer Durchschnittstemperatur von 21,2 °C, der kälteste der Januar mit 3,4 °C. Über ein Jahr verteilt summieren sich die Niederschläge auf 1121 mm, dabei ist der November mit 118 mm der niederschlagsreichste, während März als trockenster Monat 77 mm aufweist. Über das ganze Jahr werden etwa 2754 Sonnenstunden gezählt.
|                        | Jan | Feb | Mär  | Apr  | Mai  | Jun  | Jul  | Aug  | Sep  | Okt  | Nov  | Dez |   |      |
| Mittl. Temperatur (°C) | 3,4 | 4,1 | 7,6  | 11,3 | 15,1 | 19,3 | 21,2 | 20,8 | 17,1 | 13,0 | 7,5  | 4,2 | ⌀ | 12,1 |
| Mittl. Tagesmax. (°C)  | 6,4 | 7,8 | 12,1 | 15,8 | 19,5 | 24,0 | 25,9 | 25,6 | 21,6 | 17,0 | 10,6 | 7,0 | ⌀ | 16,2 |
| Mittl. Tagesmin. (°C)  | 0,8 | 0,7 | 3,4  | 6,5  | 10,4 | 14,3 | 16,4 | 16,1 | 12,9 | 9,4  | 4,6  | 1,7 | ⌀ | 8,1  |
|                        |     |     |      |      |      |      |      |      |      |      |      |     |   |      |
| Niederschlag (mm)      | 94  | 79  | 77   | 93   | 99   | 83   | 82   | 88   | 99   | 109  | 118  | 100 | Σ | 1121 |

| 0,8 |

| 0,7 |

| 3,4 |

| 6,5 |

| 10,4 |

| 14,3 |

| 16,4 |

| 16,1 |

| 12,9 |

| 9,4 |

| 4,6 |

| 1,7 |

| 0,8 |

| 0,7 |

| 3,4 |

| 6,5 |

| 10,4 |

| 14,3 |

| 16,4 |

| 16,1 |

| 12,9 |

| 9,4 |

| 4,6 |

| 1,7 |

## Toponymie
Die älteste bekannte Nennung des Ortes geht zurück auf 1155 Ecclesia de Monistrolio, die dem Heiligen Petrus geweihte Kirche muss also bereits bestanden haben. Worauf die Ortsbezeichnung Monistrolio, Monestruel zurückzuführen ist, ist nicht bekannt, sie führte jedoch zum heutigen Gemeindenamen Ménetreuil. Bis nach der Revolution wurde er ohne Accent aigu geschrieben, heute findet man auch Ménétreuil und das akzentlose Menetreuil.

## Geschichte
Auf dem Gemeindegebiet bestanden ehemals drei verschiedene Herrschaften, die älteste, die Herrschaft von Rambeau, geht zurück auf eine Familie Ramboz. Jeann de Ramboz stiftete 1377 eine Kapelle in der Kirche von Ménetreuil. Durch ihre Heirat gelangte die Herrschaft in den Besitz von Jean de Charnez. Die Herrschaft Les Devus war im Besitz der Herren von Brancion und gehörten zur Baronie Montpont, beide hatten eine eigene Burg. Schließlich bestand noch die Herrschaft Montjay, die im Besitz der Familie Fyot de la Marche war und deren Schloss auf einer Insel in der Sane stand, mit Zug- und fester Brücke.
Die Gemeinde liegt in einem recht heiklen Gebiet, in dem die Gewässer, die sie durchqueren, große Strecken des Jurafusses entwässern. Aus neuester Zeit werden folgende Naturkatastrophen vermerkt:
- Sturmschäden vom 6. bis 10. November 1982
- Überschwemmungen und Murgang vom 8. bis 31. Dezember 1982
- Überschwemmungen und Murgang vom 12. bis 13. Mai 1983
- Überschwemmungen und Murgang vom 6. bis 20. Mai 1985
- Überschwemmungen und Murgang vom 5. bis 10. Oktober 1993
- Überschwemmungen und Murgang vom 24. bis 26. Oktober 1999
- Überschwemmungen und Murgang vom 24. bis 26. November 2002
- Erdbewegungen als Folge der Trockenheit und anschließendem Wasserausgleich vom 1. Juli bis 30. September 2003
- Überschwemmungen und Murgang vom 17. bis 19. April 2005

## Bevölkerung
| Ménetreuil: Einwohnerzahlen von 1793 bis 2020 | Ménetreuil: Einwohnerzahlen von 1793 bis 2020 | Ménetreuil: Einwohnerzahlen von 1793 bis 2020 | Ménetreuil: Einwohnerzahlen von 1793 bis 2020 | Ménetreuil: Einwohnerzahlen von 1793 bis 2020 |
| --- | --------------------------------------------- | --------------------------------------------- | --------------------------------------------- | --------------------------------------------- |
| Jahr |                                               |                                               |                                               | Einwohner                                     |
| 1793 | 1793                                          |                                               | 819                                           | 819                                           |
| 1800 | 1800                                          |                                               | 902                                           | 902                                           |
| 1806 | 1806                                          |                                               | 873                                           | 873                                           |
| 1821 | 1821                                          |                                               | 894                                           | 894                                           |
| 1831 | 1831                                          |                                               | 925                                           | 925                                           |
| 1836 | 1836                                          |                                               | 893                                           | 893                                           |
| 1841 | 1841                                          |                                               | 950                                           | 950                                           |
| 1846 | 1846                                          |                                               | 990                                           | 990                                           |
| 1851 | 1851                                          |                                               | 1.020                                         | 1.020                                         |
| 1856 | 1856                                          |                                               | 1.002                                         | 1.002                                         |
| 1861 | 1861                                          |                                               | 947                                           | 947                                           |
| 1866 | 1866                                          |                                               | 918                                           | 918                                           |
| 1872 | 1872                                          |                                               | 960                                           | 960                                           |
| 1876 | 1876                                          |                                               | 999                                           | 999                                           |
| 1881 | 1881                                          |                                               | 998                                           | 998                                           |
| 1886 | 1886                                          |                                               | 1.009                                         | 1.009                                         |
| 1891 | 1891                                          |                                               | 1.048                                         | 1.048                                         |
| 1896 | 1896                                          |                                               | 1.025                                         | 1.025                                         |
| 1901 | 1901                                          |                                               | 979                                           | 979                                           |
| 1906 | 1906                                          |                                               | 953                                           | 953                                           |
| 1911 | 1911                                          |                                               | 967                                           | 967                                           |
| 1921 | 1921                                          |                                               | 892                                           | 892                                           |
| 1926 | 1926                                          |                                               | 844                                           | 844                                           |
| 1931 | 1931                                          |                                               | 798                                           | 798                                           |
| 1936 | 1936                                          |                                               | 743                                           | 743                                           |
| 1946 | 1946                                          |                                               | 696                                           | 696                                           |
| 1954 | 1954                                          |                                               | 647                                           | 647                                           |
| 1962 | 1962                                          |                                               | 554                                           | 554                                           |
| 1968 | 1968                                          |                                               | 513                                           | 513                                           |
| 1975 | 1975                                          |                                               | 451                                           | 451                                           |
| 1982 | 1982                                          |                                               | 396                                           | 396                                           |
| 1990 | 1990                                          |                                               | 357                                           | 357                                           |
| 1999 | 1999                                          |                                               | 338                                           | 338                                           |
| 2006 | 2006                                          |                                               | 350                                           | 350                                           |
| 2009 | 2009                                          |                                               | 375                                           | 375                                           |
| 2014 | 2014                                          |                                               | 402                                           | 402                                           |
| 2020 | 2020                                          |                                               | 409                                           | 409                                           |
| Quelle(n): EHESS/Cassini bis 2006, ab 2009 INSEE Anmerkung(en): • Ab 1962 offizielle Zahlen ohne Einwohner mit Zweitwohnsitz • Höchste Einwohnerzahl 1891 mit 1048, tiefste Einwohnerzahl 1999 mit 338 (32,3 % vom Maximum) |                                               |                                               |                                               |                                               |

| Bevölkerungsstruktur | Anzahl Einwohner | männlich | weiblich | davon Ausländer | Anteil % |
| -------------------- | ---------------- | -------- | -------- | --------------- | -------- |
|                      | 410              | 204      | 206      | 42              | 10,2     |

| Männer | Alterstufe | Frauen |
| ------ | ---------- | ------ |
| 1      | 90 + älter | 1      |
| 22     | 75–89      | 25     |
| 43     | 60–74      | 43     |
| 43     | 45–59      | 42     |
| 37     | 30–44      | 35     |
| 23     | 15–29      | 18     |
| 35     | 0–14       | 42     |

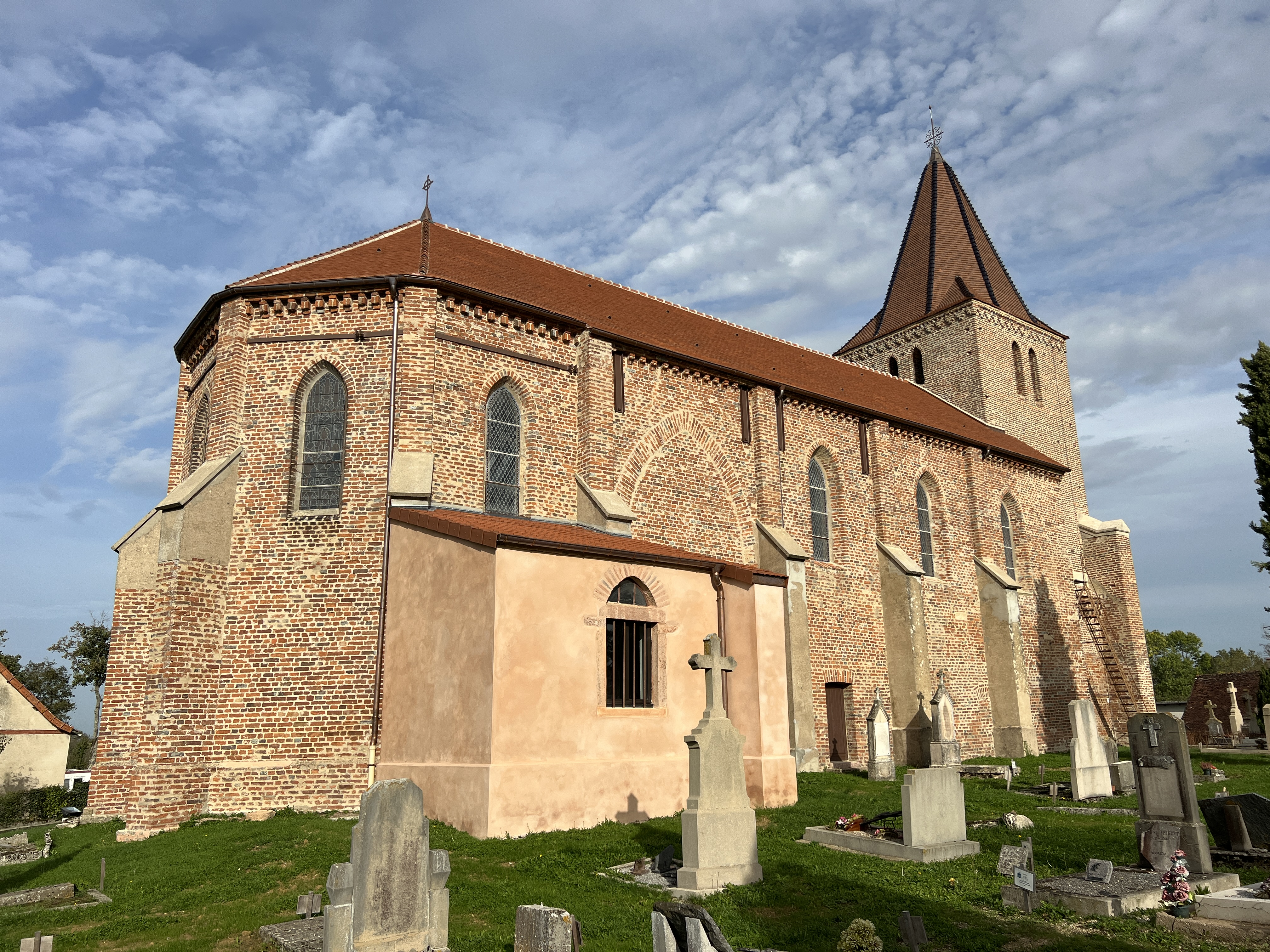
Kirche Saint-Pierre in Ménetreuil

Die Bevölkerungsstruktur zwischen Männern und Frauen ist ausgeglichen, wobei 46 % der Bevölkerung jünger als 45 Jahre sind. Demgegenüber sind 33 % der Einwohner älter als 60 Jahre und damit im Rentenalter.
| Wohnstruktur               | Anzahl Wohneinheiten | davon Häuser | Wohnungen | sonstige |
| -------------------------- | -------------------- | ------------ | --------- | -------- |
|                            | 248                  | 240          | 6         | 2        |
| davon Hauptwohnsitz        | 184                  |              |           |          |
| Zweit- oder Ferienwohnsitz | 47                   |              |           |          |
| vakant                     | 17                   |              |           |          |

## Wirtschaft und Infrastruktur

### Unternehmen, Betriebe, Ladengeschäfte und Einrichtungen
In der Gemeinde befinden sich nebst der Mairie und Kirche folgende Unternehmen nach Branchen:
| Branche                                                           | Anzahl Betriebe |
| ----------------------------------------------------------------- | --------------- |
| Industrie und verarbeitendes Gewerbe                              | 2               |
| Baugewerbe                                                        | 3               |
| Groß- und Einzelhandel, Verkehr, Beherbergung und Gastronomie     | 9               |
| Information und Kommunikation                                     |                 |
| Finanz- und Versicherungsdienstleistungen                         |                 |
| Grundstücks- und Wohnungswesen                                    | 1               |
| Freiberufliche, wissenschaftliche und technische Dienstleistungen | 4               |
| Öffentliche Verwaltung, Unterricht, Gesundheits- und Sozialwesen  |                 |
| Sonstige Dienstleistungen                                         | 2               |
| Land- und Forstwirtschaftsbetriebe                                | 9               |

In der Gemeinde befinden sich ein Coiffeursalon, eine Schreinerei/Zimmerei, ein Maler/Gipser, ferner ein Tennis- und ein Fußballplatz, ein Restaurant und eine Gîte. Mit den Gütern des täglichen Bedarfs versorgen sich die Einwohner in Cuisery und in Louhans.

### Geschützte Produkte in der Gemeinde
Als AOC-Produkte sind in Ménetreuil Crème et beurre de Bresse zugelassen, ferner Volaille de Bresse und Dinde de Bresse.

### Bildungseinrichtungen
Ménetreuil verfügt über keine eigenen schulischen Einrichtungen. Die Schulpflichtigen werden in Schulen der umliegenden Gemeinden ausgebildet.